# Nowogrodziec (stacja kolejowa)
Nowogrodziec – stacja kolejowa w Nowogrodźcu, w województwie dolnośląskim, w Polsce. Stacja była nieczynna w ruchu osobowym w latach 1996–2007, kiedy to kursowanie wszystkich pociągów skrócone było do Lwówka Śląskiego. 9 grudnia 2007, po blisko 12 latach przerwy, przywrócono kursowanie pociągów osobowych przez Nowogrodziec. Z miasta można teraz bez przesiadki dojechać do: Jeleniej Góry, Bolesławca czy Legnicy.
Obecnie odbywa się tylko ruch towarowy.